# Max Trapp
 Hermann Emil Alfred Max Trapp (* 1. November 1887 in Berlin; † 31. Mai 1971 ebenda) war ein deutscher Komponist und Musikpädagoge.

## Leben
Trapp war der Sohn eines Großkaufmanns. Er studierte von 1905 bis 1911 an der Hochschule für Musik seiner Heimatstadt und war dort Schüler von Paul Juon (Komposition) und Ernst von Dohnányi (Klavier). Nach Beendigung seines Studiums war er zunächst ohne feste Anstellung und trat als Pianist und Kammermusiker auf. 1920 bekam er eine Anstellung als Lehrer für Klavier an der Berliner Musikhochschule und wurde dort 1926 zum Professor ernannt. Dort waren seine bekanntesten Schüler Günter Bialas, Saburo Moroi, Günter Raphael und Josef Tal. Außerdem leitete Trapp in den Jahren 1924 bis 1930 in Dortmund eine Meisterklasse für Klavier und Komposition am dortigen „Städtischen Konservatorium“. 1929 wurde er Mitglied der Sektion Musik der Preußischen Akademie der Künste.
Spätestens seit 1932 war Trapp Obmann der Fachgruppe Musik im völkisch gesinnten, antisemitischen Kampfbund für deutsche Kultur. Er forderte im selben Jahr von Hochschuldirektor Schünemann die Entlassung des jüdischen Gesangsprofessors Jacques Stückgold, die im September 1932 erfolgte. Daneben trat er 1932 der NSDAP bei (Mitgliedsnummer 1.332.058). Nach der „Machtergreifung“ der Nationalsozialisten gehörte er zum Vorstand des Allgemeinen Deutschen Musikvereins. Im Juni 1933 bekannte sich Trapp in einem persönlichen Appell an die Schaffenden zum Nationalsozialismus. 1934 wurde er Ehrenvorsitzender im „Arbeitskreis nationalsozialistischer Komponisten“ (Duisburg).
Im Jahr 1934 gab Trapp seine Professur an der Berliner Musikhochschule auf und war dann bis 1945 für die Preußische Akademie der Künste als Leiter einer Meisterklasse für Komposition tätig. 1935 erhielt er den Beethoven-Preis. 1938 wurde Trapps Cellokonzert op. 34 im Rahmen der Reichsmusiktage in Düsseldorf uraufgeführt, der Solist war Ludwig Hoelscher. In der Zeit des Zweiten Weltkriegs gehörte er dem Kuratorium der „Goebbels-Stiftung für Kulturschaffende“ an. Im Jahr 1940 erhielt er durch Joseph Goebbels zusammen mit Karl Höller und Kurt Hessenberg den Nationalen Kompositionspreis. In der Endphase des Zweiten Weltkriegs wurde Trapp im August 1944 in die Gottbegnadeten-Liste der wichtigsten Künstler aufgenommen, was ihn vor einem Kriegseinsatz bewahrte.
Von 1950 bis 1953 lehrte Trapp Komposition am Berliner Städtischen Konservatorium. Danach lebte er freischaffend in Berlin-Frohnau. 1955 wurde er Mitglied der West-Berliner Akademie der Künste.
Trapp ist auf dem Friedhof Hermsdorf II begraben (Abt. 5, R. 1a).

## Werke
Beeinflusst durch Richard Strauss und Max Reger komponierte Trapp Orchester-, Kammer- und Klaviermusik, darunter sieben Sinfonien, Chorwerke, Bühnenmusik und diverse Lieder. Aufgeführt wurden sie durch Künstler wie Hermann Abendroth, Karl Böhm, Wilhelm Furtwängler, Siegmund von Hausegger oder Willem Mengelberg.

### Schriften
- Max Trapp. In: Zeitschrift für Musik. Bd. 89 (1922), Nr. 24, 16. Dezember 1922, S. 550f. (Digitalisat).
- Appell an die Schaffenden. In: Die Musik. Juni 1933, S. 649–652 (Textarchiv – Internet Archive).

## Tondokumente
Nachweisbar ist lediglich eine Schellackplatte 78 UpM:
- Allegro deciso für Orchester, op. 40. Städtisches Orchester Berlin, Dirigent Berthold Lehmann. Deutsche Grammophon 57205/15507. Aufgenommen Dezember 1942.

Auf CD wurden zwei Rundfunkmitschnitte veröffentlicht:
- Klavierkonzert op. 26. Walter Gieseking (Klavier), Concertgebouw-Orchester, Dirigent Willem Mengelberg. Audiophile Classics APL 101542. Aufgenommen Oktober 1935
- Konzert für Orchester Nr. 3 op. 50. Bayerisches Staatsorchester, Dirigent Hans Knappertsbusch. Archipel ARPCD 0427. Aufgenommen Oktober 1954.

Auf Kanälen wie YouTube sind diese und weitere Rundfunkmitschnitte verfügbar.